# Hadena altamira
Hadena altamira là một loài bướm đêm trong họ Noctuidae.